# Гаряча точка Пасхи

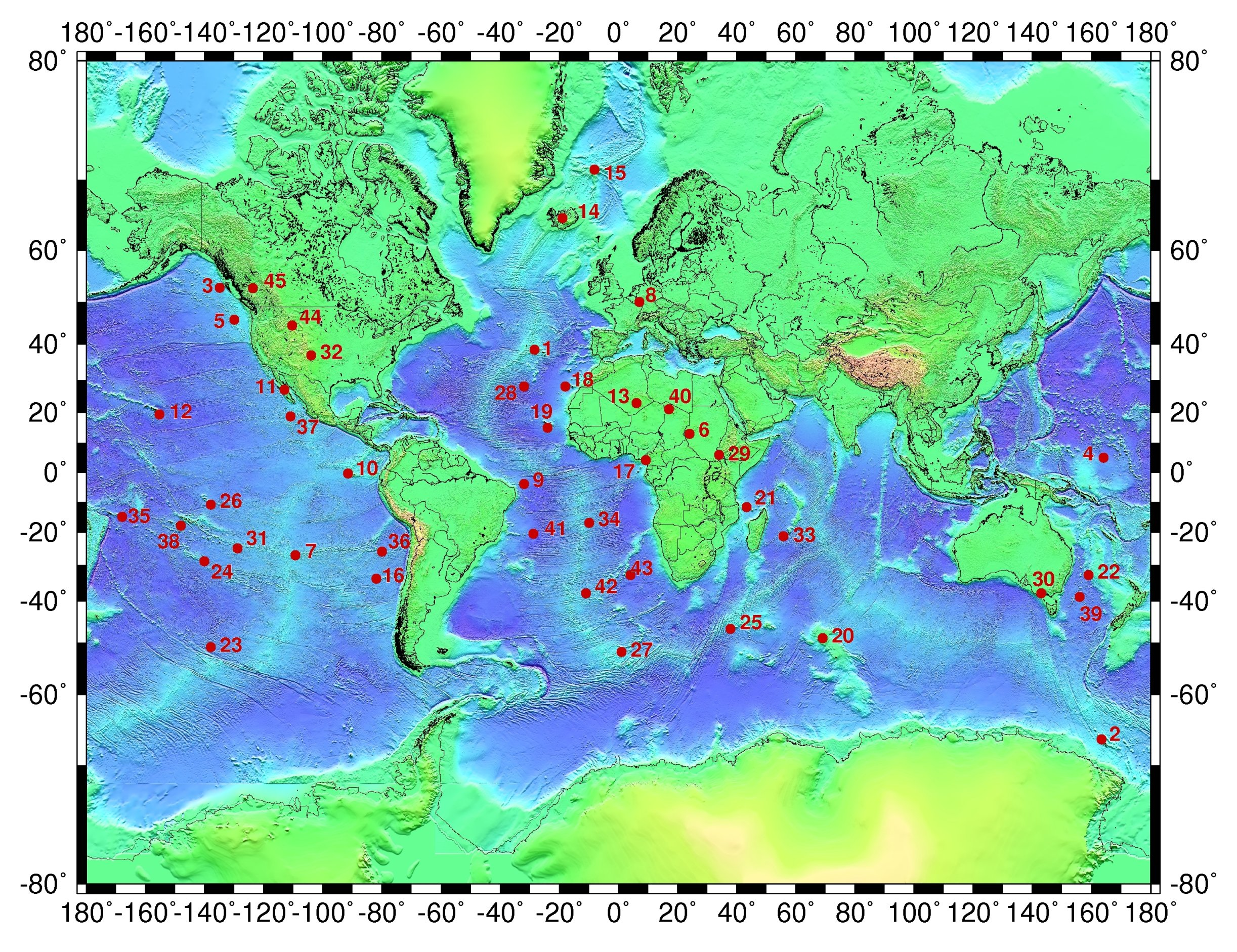
Гаряча точка Пасхи, позначена на карті цифрою 7.

Гаряча точка Пасхи (англ. Easter hotspot) — вулканічна гаряча точка, розташована у південно-східній частині Тихого океану. Гаряча точка утворила хребет Сала-і-Гомес, що містить острів Пасхи, острів Сала-і-Гомес і підводну гору Пукао, що знаходиться на молодому західному краю хребта. Острів Пасхи через свої тектономагматичні особливості (низька швидкість виверження, розрізнені рифтові зони та невеликі бічні колапси) є кінцевим типом вулканів гарячих точок на цьому пасмі.
Гаряча точка Пасхи також можливо створила архіпелаг Туамоту, острови Лайн і пасмо підводних гір, що лежить між ними.